# Spencer Grammer

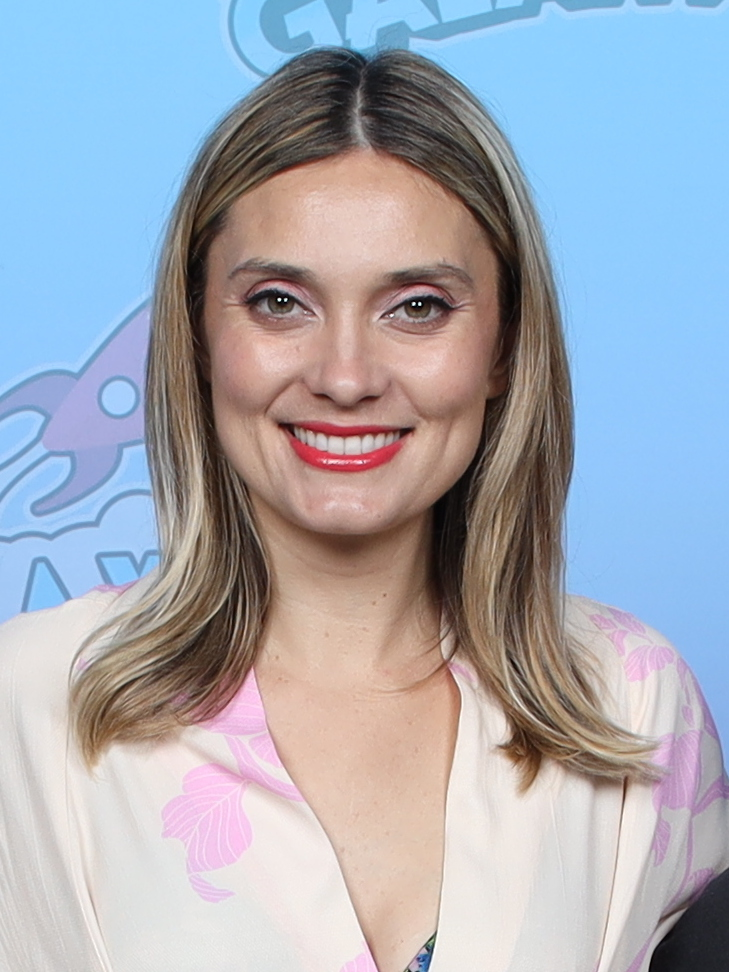
Spencer Grammer (2024)

Spencer Karen Grammer (* 9. Oktober 1983 in Los Angeles, Kalifornien) ist eine US-amerikanische Schauspielerin.

## Leben
Spencer Grammer wurde im Oktober 1983 als einziges Kind von Comedian und Schauspieler Kelsey Grammer und einer Tanzpädagogin in Los Angeles im US-Bundesstaat Kalifornien geboren. Sie hat zwei jüngere Halbschwestern sowie einen jüngeren Halbbruder. 1992 hatte sie eine kleine Rolle in der Serie Cheers, wobei sie nicht im Abspann erwähnt wurde. Zwischen 2005 und 2006 folgten Gastauftritte in den Serien Third Watch – Einsatz am Limit und Law & Order: Special Victims Unit sowie im Film The Path of Most Resistance. 2007 erhielt sie ihre bisher größte Rolle als Casey Cartwright in der ABC-Family-Jugendserie Greek, in der sie bis zum Ende der Serie in allen Episoden zu sehen war.
Spencer Grammer war vom 11. Februar 2011 bis November 2017 verheiratet und wurde am 10. Oktober 2011 Mutter eines Sohnes.

## Filmografie (Auswahl)
- 1992: Cheers (Fernsehserie, Episode 10x16)
- 2004–2005: Clubhouse (Fernsehserie, 3 Episoden)
- 2005: Johnny Zero (Fernsehserie, Episode 1x01)
- 2005: Third Watch – Einsatz am Limit (Third Watch, Fernsehserie, Episode 6x17)
- 2006: Law & Order: Special Victims Unit (Fernsehserie, Episode 7x12)
- 2006: The Path of Most Resistance
- 2006: The Bedford Diaries (Fernsehserie, Episode 1x05)
- 2006: Six Degrees (Fernsehserie, Episode 1x01)
- 2006: Jung und Leidenschaftlich – Wie das Leben so spielt (As the World Turns, Fernsehserie, 96 Episoden)
- 2006: Beautiful Ohio
- 2007: Descent
- 2007–2011: Greek (Fernsehserie, 74 Episoden)
- 2009: Robot Chicken (Fernsehserie, Episode 4x18)
- 2012: CSI: NY (Fernsehserie, Episode 8x14)
- 2013: In Lieu of Flowers
- 2013: CSI: Vegas (CSI: Crime Scene Investigation, Fernsehserie, Episode 13x11)
- 2013: Ironside (Fernsehserie, 4 Episoden)
- seit 2013: Rick and Morty (Fernsehserie, Stimme)
- 2014: Missing William
- 2014: Royal Pains (Fernsehserie, Episode 6x06)
- 2014–2015: Chicago P.D. (Fernsehserie, 2 Episoden)
- 2015: Roommate Wanted
- 2015: Mr. Robinson (Fernsehserie, 6 Episoden)
- 2015: Beyond Paradise
- 2017: Grey’s Anatomy (Fernsehserie, Episode 13x20)
- 2017: Boone – Der Kopfgeldjäger (Boone: The Bounty Hunter)
- 2017: Random Tropical Paradise
- 2017: The Outdoorsman
- 2017: Graves (Fernsehserie, 9 Episoden)
- 2018: Brampton’s Own
- 2018–2019: Tell Me a Story (Fernsehserie, 6 Episoden)
- 2019: I’d Like to Be Alone Now
- 2021: Die Barbarin und der Troll (The Barbarian and the Troll, Fernsehserie, 13 Episoden, Stimme)
- 2022: The 12 Days of Christmas Eve (Fernsehfilm)
- 2022–2023: Solar Opposites (Fernsehserie, 3 Episoden, Stimme)